# Echeta brunneireta
Echeta brunneireta är en fjärilsart som beskrevs av Paul Dognin 1906. Echeta brunneireta ingår i släktet Echeta och familjen björnspinnare. Inga underarter finns listade i Catalogue of Life.